# Avedøre Monarchs 2021
Questa voce raccoglie le informazioni riguardanti gli Avedøre Monarchs nelle competizioni ufficiali della stagione 2021.

## 1. division 2021

### Stagione regolare
| Herlev 23 maggio 2021, ore 14:00 2ª giornata | Herlev Rebels | 30 – 8 referto | Avedøre Monarchs | Kildegårdsskolen |

| Hvidovre 8 agosto 2021, ore 14:00 7ª giornata | Avedøre Monarchs | 8 – 23 referto | Ørestaden Spartans | Hvidovre Gymnasium |

| Odense 14 agosto 2021, ore 14:00 8ª giornata | Odense Badgers | 50 – 0 (a tavolino) referto | Avedøre Monarchs | Bolbroparken |

| Helsingør 22 agosto 2021, ore 14:00 9ª giornata | Kronborg Knights | 50 – 0 (a tavolino) referto | Avedøre Monarchs | Knights Field |

| Hvidovre 29 agosto 2021, ore 14:00 10ª giornata | Avedøre Monarchs | 6 – 36 referto | Amager Demons | Hvidovre Gymnasium |

| Hvidovre 11 settembre 2021, ore 15:00 12ª giornata | Avedøre Monarchs | 6 – 42 referto | Frederikssund Oaks | Hvidovre Gymnasium |

## Statistiche di squadra
| Competizione      | %Vittorie | In casa | In casa | In casa | In casa | In casa | In casa | In trasferta | In trasferta | In trasferta | In trasferta | In trasferta | In trasferta | Totale | Totale | Totale | Totale | Totale | Totale |
| Competizione      | %Vittorie | G       | V       | N       | P       | Pf      | Ps      | G            | V            | N            | P            | Pf           | Ps           | G      | V      | N      | P      | Pf     | Ps     |
| ----------------- | --------- | ------- | ------- | ------- | ------- | ------- | ------- | ------------ | ------------ | ------------ | ------------ | ------------ | ------------ | ------ | ------ | ------ | ------ | ------ | ------ |
| Stagione regolare | .000      | 3       | 0       | 0       | 3       | 20      | 101     | 3            | 0            | 0            | 3            | 8            | 130          | 6      | 0      | 0      | 6      | 28     | 231    |
| Totale            | .000      | 3       | 0       | 0       | 3       | 20      | 101     | 3            | 0            | 0            | 3            | 8            | 130          | 6      | 0      | 0      | 6      | 28     | 231    |